# Tineke de Groot

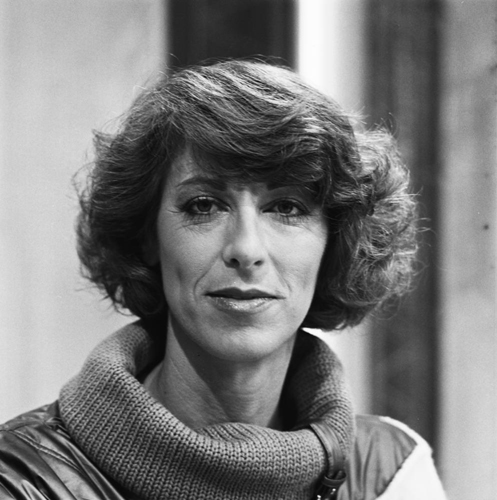
Tineke de Groot in 1984

Catharina Johanna Maria (Tineke) de Groot (Hoofddorp, 16 juli 1946) is een Nederlandse journaliste en documentairemaakster.
Tineke de Groot was al getrouwd en moeder toen zij eind jaren 70 aan de slag ging als omroepster bij de KRO en RKK. Bij deze omroep was ze onder meer presentator van het programma Applaus en sinds 1983 ook een van de presentatoren van het programma Studio Vrij. Incidenteel was ze ook te zien als omroepster bij de IKON.
Vervolgens stapte ze in 1985 over naar de AVRO en was zij enkele jaren een van de presentatoren van het middagprogramma AVRO's Service Salon en van Jonge Mensen op (weg naar) het Concertpodium.
Tineke de Groot was geruime tijd actief als programmamaakster: ze was verantwoordelijk voor de regie en samenstelling van diverse documentaires voor de AVRO. Daarnaast is zij ambassadrice voor SOS Kinderdorpen.